# Quan hệ Ấn Độ – Việt Nam
Quan hệ Ấn Độ – Việt Nam là mối quan hệ song phương giữa Cộng hòa Xã hội chủ nghĩa Việt Nam và Cộng hòa Ấn Độ.
Giao lưu kinh tế và văn hóa giữa Việt Nam và Ấn Độ đã có từ thế kỷ thứ 2 sau công nguyên.  Hiện nay, mối quan hệ giữa Việt Nam và Ấn Độ xoay quanh các lợi ích chính trị. Ấn Độ đã chỉ trích mạnh mẽ các hoạt động của Hoa Kỳ trong Chiến tranh Việt Nam và cũng là một trong ít quốc gia phi cộng sản hỗ trợ Việt Nam trong chiến tranh Việt Nam-Campuchia. Do đó, quan hệ Ấn-Việt được nhìn nhận là mối quan hệ đồng minh vững chắc giữa hai nước.
Vào năm 1992, hai nước thiết lập mối quan hệ kinh tế toàn diện, bao gồm thăm dò dầu khí, nông nghiệp và chế tạo. Quan hệ giữa hai nước, đặc biệt là về quốc phòng đã được hưởng lợi toàn diện nhờ chính sách hướng Đông (Look East policy) của Ấn Độ. Hợp tác quốc phòng song phương bao gồm việc buôn bán thiết bị quốc phòng, chia sẻ tin tức tình báo, tập trận hải quân và diễn tập chống bạo loạn.
Trong những năm trở lại đây, trước sự trỗi dậy và bành trướng của Trung Quốc, đặc biệt là tranh chấp lãnh thổ, Ấn Độ và Việt Nam đã gia tăng liên minh và quan hệ gần gũi giữa hai quốc gia dần được củng cố. Ấn Độ cũng thường xuyên triển khai các tàu chiến của mình cho các chuyến thăm thiện chí tới vùng biển Việt Nam.

## Bối cảnh

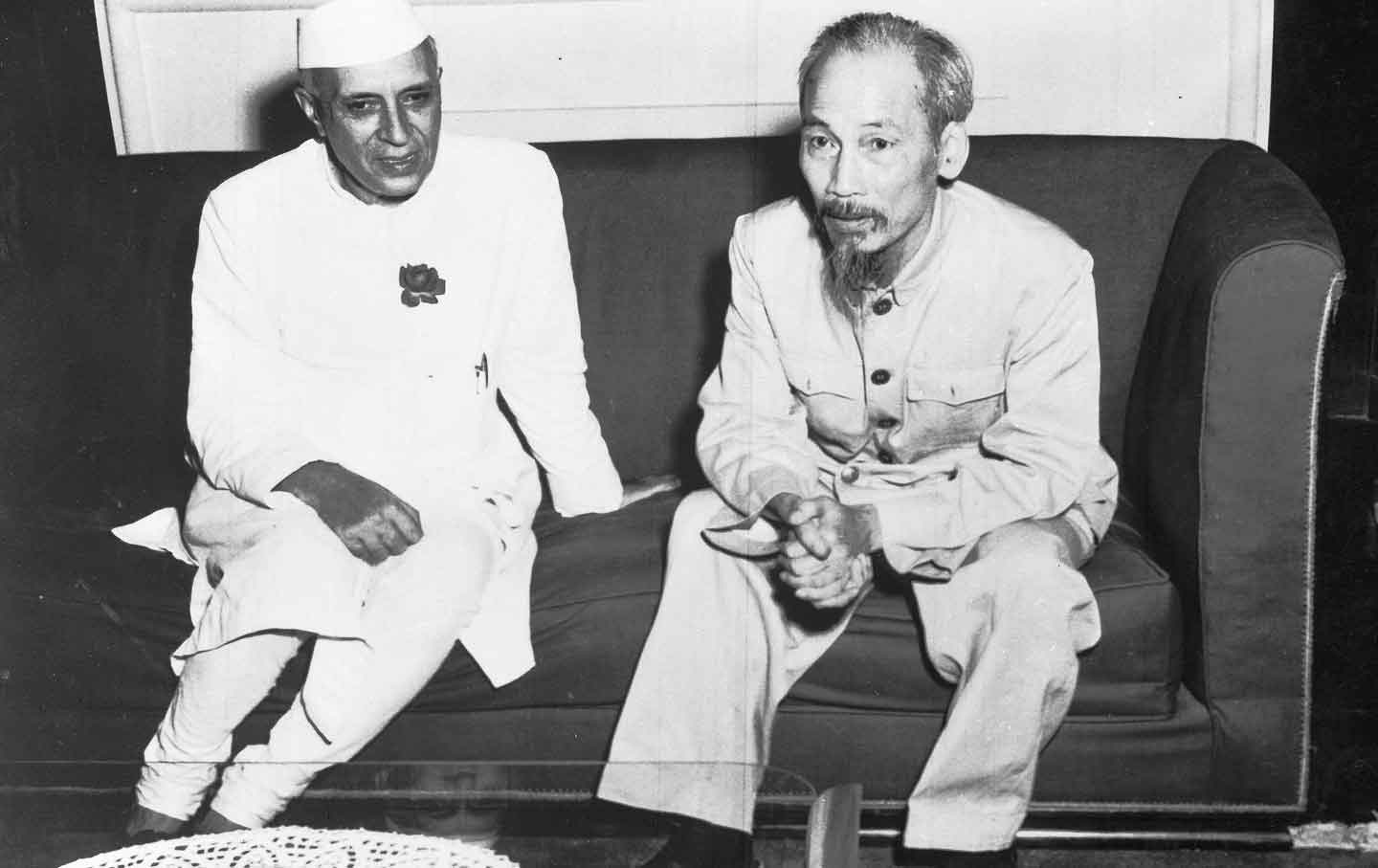
Thủ tướng Jawaharlal Nehru gặp chủ tịch Hồ Chí Minh

Ấn Độ ủng hộ nền độc lập của Việt Nam khỏi Pháp, phản đối sự can dự của Mỹ vào Chiến tranh Việt Nam và ủng hộ thống nhất Việt Nam. Trong chiến tranh Việt Nam, Ấn Độ ủng hộ miền Bắc, mặc dù không phải bằng cách tiến hành chiến sự quân sự chống lại miền Nam. Điều này có thể trái ngược với chính sách của Hoa Kỳ, những người ủng hộ mạnh mẽ miền Nam và tham gia vào cuộc xung đột quân sự với miền Bắc , mặc dù không đưa ra tuyên bố chính thức về chiến tranh.
Ấn Độ và Việt Nam Dân chủ Cộng hòa đã thiết lập quan hệ ngoại giao chính thức vào năm 1972 và từ đó đã duy trì quan hệ hữu nghị, đặc biệt là sau mối quan hệ thù địch của Việt Nam với Cộng hòa Nhân dân Trung Hoa, trong đó Ấn Độ có một số tranh chấp ngoại giao.

## Phát triển quan hệ song phương và thương mại

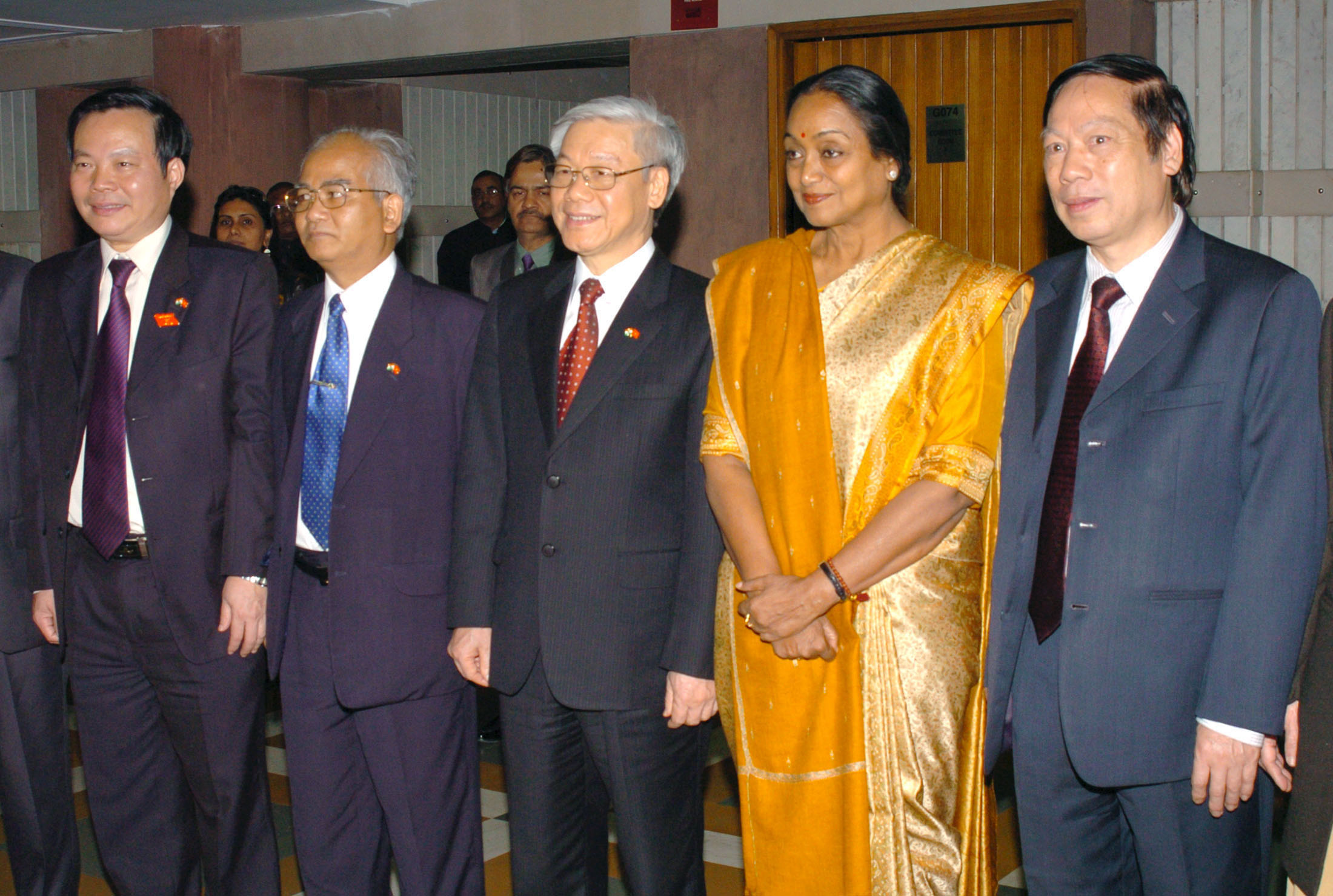
Chủ tịch Quốc hội Nguyễn Phú Trọng tại New Delhi trong chuyến thăm Ấn Độ, năm 2010

Ấn Độ đã trao tư cách "Quốc gia được ưa chuộng nhất" cho Việt Nam năm 1975 và cả hai quốc gia đã ký một hiệp định thương mại song phương năm 1978 và Hiệp định bảo vệ và xúc tiến đầu tư song phương (BIPPA) vào ngày 8 tháng 3 năm 1997. Hội đồng doanh nghiệp Ấn-Việt đã làm việc để thúc đẩy thương mại và đầu tư từ năm 1993. Năm 2003, cả hai quốc gia đã ban hành Tuyên bố chung về hợp tác toàn diện khi Tổng Bí thư Đảng Cộng sản Việt Nam Nông Đức Mạnh thăm Ấn Độ và cả hai quốc gia đang đàm phán hiệp định thương mại tự do. Năm 2007, một tuyên bố chung mới được đưa ra trong chuyến thăm cấp nhà nước của Thủ tướng Việt Nam Nguyễn Tấn Dũng.

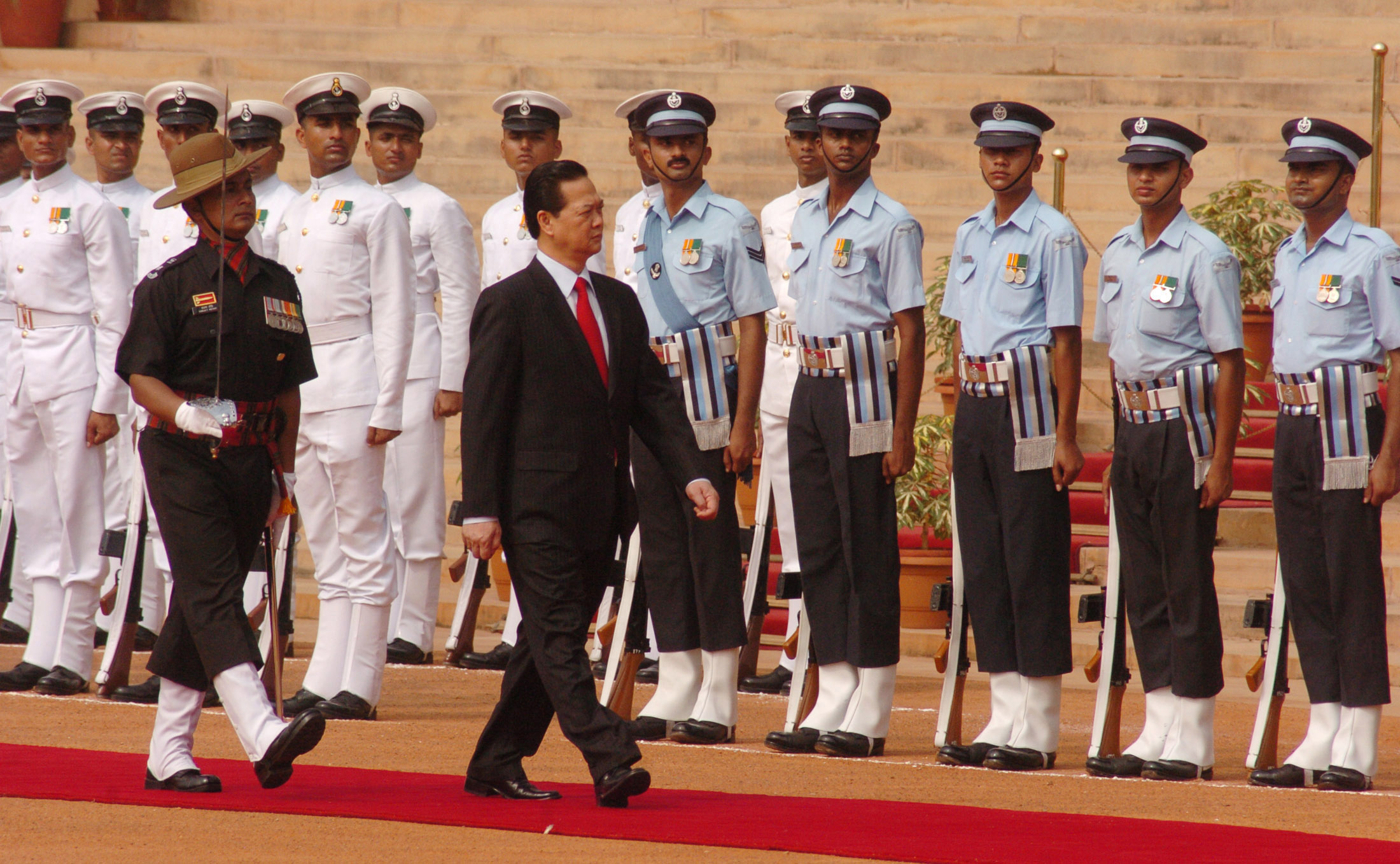
Thủ tướng Nguyễn Tấn Dũng tại New Delhi, trong chuyến thăm Ấn Độ ngày 6 tháng 7 năm 2007

 Thương mại song phương đã tăng nhanh kể từ khi tự do hóa các nền kinh tế của cả Việt Nam và Ấn Độ. Ấn Độ là nước xuất khẩu lớn thứ 13 sang Việt Nam, với xuất khẩu tăng trưởng đều đặn từ 11,5 triệu đô la trong giai đoạn 1985-86 lên 395,68 triệu đô la vào năm 2003. Xuất khẩu của Việt Nam sang Ấn Độ đã tăng lên 180 triệu USD, bao gồm các sản phẩm nông nghiệp, thủ công mỹ nghệ, dệt may, điện tử và các hàng hóa khác. Từ năm 2001 đến 2006, khối lượng thương mại song phương đã mở rộng ở mức 20-30% mỗi năm để đạt 1 tỷ USD vào năm 2006. Tiếp tục tốc độ tăng trưởng nhanh chóng, thương mại song phương dự kiến sẽ tăng lên 2 tỷ đô la vào năm 2008, 2 năm trước mục tiêu chính thức. Ấn Độ và Việt Nam cũng đã mở rộng hợp tác về công nghệ thông tin, giáo dục và hợp tác của các chương trình không gian quốc gia tương ứng. Liên kết không khí trực tiếp và các quy định thị thực lỏng lẻo đã được thiết lập để tăng cường du lịch.
Năm 2010, khi hiệp định thương mại tự do ASEAN - Ấn Độ có hiệu lực, thương mại song phương đã bùng nổ tới 3.917 tỷ USD vào cuối năm 2012, với việc Việt Nam xuất khẩu 1,7 tỷ USD sang Ấn Độ vào năm 2012, tăng 56,5% so với năm 2011 Tính đến năm 2015 thương mại song phương ở mức 7 tỷ USD và cả hai quốc gia đã đồng ý về mục tiêu 20 tỷ USD vào năm 2020.
Trung Quốc đã phàn nàn về sự hợp tác của Ấn Độ trong việc thăm dò dầu ở vùng biển Việt Nam, đặc biệt là về tình trạng chính trị đang tranh chấp của quần đảo Trường Sa và các chuỗi đảo gần đó, mà Ấn Độ hiện công nhận là một phần của Việt Nam.

## Hợp tác chiến lược
Thứ trưởng Bộ Quốc phòng Việt Nam thăm Bộ Tư lệnh Hải quân Miền Đông Ấn Độ. Vào tháng 1 năm 2000, Bộ trưởng Quốc phòng Ấn Độ, George Fernandes, kêu gọi một mối quan hệ chính trị mới với Việt Nam, mô tả Việt Nam là người bạn và đồng minh đáng tin cậy nhất của Ấn Độ. Ông đề nghị Ấn Độ nên phát triển sự hiện diện của hải quân ở Biển Đông thông qua việc tiếp cận căn cứ không quân và hải quân vịnh Cam Ranh và Ấn Độ nên cung cấp huấn luyện và vũ khí tối tân cho Việt Nam. 

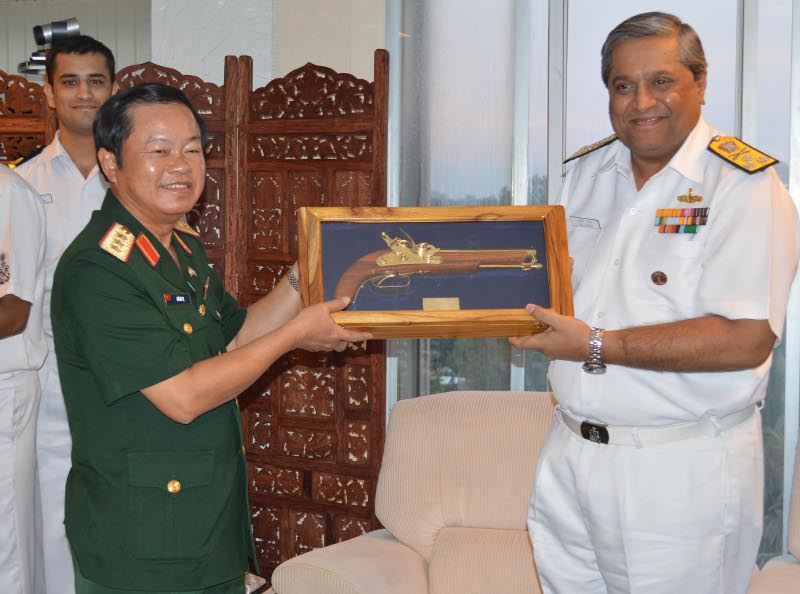
Thứ trưởng Bộ Quốc phòng Việt Nam Đỗ Bá Tỵ thăm Hải quân Ấn Độ

Ấn Độ và Việt Nam đều là thành viên của Hợp tác Ganga Mekong, được tạo ra để phát triển và tăng cường mối quan hệ chặt chẽ giữa Ấn Độ và các quốc gia Đông Nam Á. Việt Nam đã ủng hộ Ấn Độ để trở thành thành viên thường trực của Hội đồng Bảo an Liên Hợp Quốc và tham gia Hợp tác Kinh tế Châu Á-Thái Bình Dương (APEC). Trong tuyên bố chung năm 2003, Ấn Độ và Việt Nam đã dự tính tạo ra một "Vòng cung thuận lợi và thịnh vượng" ở Đông Nam Á; cho đến cuối cùng, Việt Nam đã ủng hộ việc tăng tầm quan trọng giữa Ấn Độ và Hiệp hội các quốc gia Đông Nam Á (ASEAN ) và đàm phán về một hiệp định thương mại tự do Ấn Độ - ASEAN. Ấn Độ và Việt Nam cũng đã xây dựng quan hệ đối tác chiến lược toàn diện, bao gồm hợp tác sâu rộng về phát triển năng lượng hạt nhân, tăng cường an ninh khu vực và chống khủng bố, tội phạm xuyên quốc gia và buôn bán ma túy.
Việt Nam cũng hoan nghênh các tàu Hải quân Ấn Độ trong khu vực của họ sẽ tăng cường quan hệ quân sự Ấn Độ và Việt Nam. Việt Nam cũng hoan nghênh sự ủng hộ của Ấn Độ đối với việc giải quyết hòa bình các tranh chấp lãnh thổ ở Biển Đông. Bộ trưởng Ngoại giao Ấn Độ Salman Khurshid đã gọi Việt Nam là một trong những trụ cột của chính sách "Hướng Đông" của Ấn Độ. Năm 2018, Ấn Độ và Việt Nam dự kiến sẽ tiến hành cuộc tập trận hải quân song phương đầu tiên của họ cùng nhau, tại vùng biển Việt Nam.
Ấn Độ đang cung cấp hỗ trợ đào tạo cho các tàu ngầm lớp Kilo của Việt Nam. Ấn Độ cũng đã đề nghị đào tạo phi công Việt Nam lái máy bay Sukhoi. Ấn Độ đang cung cấp khoản tín dụng 100 triệu đô la cho Việt Nam, cho phép Việt Nam mua thiết bị quốc phòng từ Ấn Độ. Trong chuyến thăm Việt Nam, vào ngày 2 tháng 9 năm 2016, Thủ tướng Ấn Độ Narendra Modi đã công bố một khoản tín dụng mới 500 triệu đô la Mỹ để mua sắm thiết bị quốc phòng. Ấn Độ đang bán cho Việt Nam bốn tàu tuần tra lớn sẽ cho phép Việt Nam tuần tra vùng biển và Việt Nam cũng quan tâm đến việc mua tên lửa hành trình tầm ngắn BrahMos.
Ấn Độ đang thành lập Trung tâm theo dõi và chụp ảnh vệ tinh của Tổ chức nghiên cứu vũ trụ Ấn Độ ở Việt Nam để thu thập thông tin tình báo để theo dõi Trung Quốc. Gần đây, các nhân viên quân đội Ấn Độ đã đào tạo cho các quân nhân Việt Nam làm việc trong lực lượng gìn giữ hòa bình của Liên Hợp Quốc.

## Đại sứ quán và lãnh sự quán
- Tại Việt Nam :
- Hà Nội ( Đại sứ quán )
- Thành phố Hồ Chí Minh ( Lãnh sự quán )

- Tại Ấn Độ :
- New Delhi ( Đại sứ quán )
- Mumbai ( Lãnh sự quán )